# Ричи Порт
Ричард „Ричи“ Порт (роден на 30 януари 1985 г. в Лонсестън Тасмания) е професионален австралийски колоездач в отбора на „Саксобанк“.
Порт започна да се състезава от 2006 когато е на 21 години. Той идва от триатлонa, участвайки в спорта от 2003.
Неговия треньор Брадли МкГи, е бивш професионален състезател световен шампион, който печели златен олимпийски медал през 2004 и 3 етапа от големите турове.
От началото на неговата кариера най-голямото му постижение е седмото място в генералното класиране на Обиколка на Италия и печели фланелката за най-добър млад състезател. Тя е спечелена с преднина от 7 минути и 29 секунди пред Роберт Кисерловски. Той също е лидер в Обиколка на Италия между 11 – 13 етап.

## Големи постижения
2006
3-ти, 11 етап Обиколка на река Мъри
2007
1-ви, генерално класиране Обиколка на Ума
1-ви, 1 етап Обиколка на Ума
1-ви, 2 етап Обиколка на Ума
2008
1-ви, 2 етап Обиколка на Уелингтън
1-ви, генерално класиране Обиколка де Перт
1-ви, 2 етап Обиколка де Перт
1-ви, 3 етап Обиколка де Перт
1-ви, генерално класиране Обиколка на Тасмания
1-ви, 7 етап Обиколка на Тасмания
1-ви, 9 етап Обиколка на Тасмания
2009
1-ви, 2 етап Джиро дел Фрюли-Венеция-Гюлиа
1-ви, 4 етап Бебешка Обиколка на Италия
1-ви, GP Цита ди Фелино
3-ти, Национален австралийски шампионат ИБЧ (индивидуално бягане по часовник)
3-ти, Копа дела Паце
2010
1-ви, 3 етап Тур де Романдие
7-и, генерално класиране 2010 Обиколка на Италия
1-ви,  Най-добър млад състезател в 2010 Обиколка на Италия
 Носил розовата фланелка от 11 до 13 етап
10-и, Класика сан Себастиан